# Siango
Siango is een geslacht van wantsen uit de familie van de Pyrrhocoridae (Vuurwantsen). Het geslacht werd voor het eerst wetenschappelijk beschreven door Blöte in 1933.

## Soorten
Het genus bevat de volgende soorten:

- Siango blötei Schouteden, 1933
- Siango variegata Blöte, 1933